# Hannu Vuori
Hannu Veikko Vuori, född 13 februari 1941 i Loimaa, är en finländsk läkare.
Vuori blev medicine och kirurgie doktor 1970. Han var 1968–1970 tillförordnad biträdande professor i socialmedicin vid Åbo universitet, 1972–1984 professor i folkhälsovetenskap vid Kuopio universitet och 1987–1988 professor i hälso- och sjukvårdsadministration vid Helsingfors universitet. Mellan 1979 och 2001 var Vuroi anställd av WHO, och har från och med 1999 utfört sin gärning i återuppbyggnadsarbetet av hälso- och sjukvården i Kosovo, från och med 2001 inom FN:s civiladministration. Han har publicerat vetenskapliga arbeten om hälsovårdsservice, primärvård och hälsofostran.